# Mount Suswa
Mount Suswa je ščitni vulkan v Veliki riftni dolini v Keniji  med Narokom in Nairobijem, glavnim mestom Kenije. Severozahodni del gore Suswa je v okrožju Narok, medtem ko sta vzhodni in južni del v okrožju Kajiado. Mesto z istim imenom Suswa je le severozahodno od gore in je glavna dostopna točka za obisk gore.

## Geologija
Mount Suswa je nizko ležeči kvartarni vulkan v Veliki riftni dolini v Keniji. Izhaja iz južnega pobočja rifta kot asimetričen stožec v obliki ščita, ki pokriva površino okoli 270 km2. Vulkan je sestavljen iz sodalitnih, fonolitskih tokov lave in podrejenih deležev piroklastičnih kamnin. Stožec je bil zgrajen na vulkanski planoti, sestavljeni iz kremenčevih trahitnih poplavnih lav (Plateau Trachyte Series; Baker 1958). Vulkansko zgodovino Mount Suswa lahko razdelimo na tri velike eruptivne epizode: (1) nastanek primitivnega vulkana v obliki ščita, sestavljenega predvsem iz tokov lave, ki izvirajo iz osrednjih virov; (2) izbruhi v času pogrezanja kotla, ki proizvajajo obilne tokove plovca in debele lave, od katerih večina izvira iz cone z obročastim prelomom zunaj in koncentrično z izboklino kaldere; (3) postkalderne lave, ki so delno napolnile kaldero in kasneje zgradile vulkan Ol Doinyo Nyukie. Proti koncu zadnje eruptivne epizode se je znotraj starejše kaldere oblikovala nenavadna značilnost kolapsa v obliki 'ring graben'. Južno od gore Suswa vrsta linearnih prelomov v smeri sever-jug preseka platojsko podlago trahitnih poplavnih lav. Po obdobju mirovanja se je na vrhu primitivnega vulkana oblikovala kaldera, podrobno so opisani odnosi med pobočjem kaldere ter lavami plovca in obroča na gori Suswa. Zaporedje lav post-kaldere na gori Suswa je razdeljeno na dva dela: prejšnja skupina na splošno neporfirnih lav; in kasnejša skupina značilnih, porfiritnih lav, ki vsebujejo obilne fenokriste anortoklaza. Večina tokov poznejše skupine je izbruhnila iz osrednjega zračnika v jugozahodnem delu kaldere. Proizvedli so vulkan Ol Doinyo Nyukie, na vrhu katerega je krater jame. Drugi večji propad na gori Suswa se je v celoti zgodil znotraj starejše kaldere in je povzročil obročast jarek ali "ring graben". Ta nenavadna struktura je sestavljena iz dveh, bolj ali manj koncentričnih prelomnih škarp, ki omejujeta strmo obročasto cono posedanja. Fumarolna aktivnost se nadaljuje še danes.

## Ekosistem
V notranjem kraterju živijo različne vrste kač. Druge zanimive divje živali, ki jih najdemo na gori Suswa ali v njeni bližini so zebre, žirafe, mungi, želve, hijene in leopard.

## Planinarjenje in turizem
S štirikolesnim pogonom ali motorjem se je mogoče zapeljati po spodnjem koncu gore v zunanji krater; vendar pa obstajajo številne barikade čez pot, kjer lokalni Masaji poskušajo pobrati pristojbino, da vam omogočijo prehod. Lahko se dogovorite za plačilo določene pristojbine in pridobite vodnika, ki vas popelje mimo barikad.
Možno je tudi vzpenjanje na goro, ki ima 2356 metrov visok vrh. Ni določenih poti, vendar je na goro Suswa najboljši dostop z gore s severa in severovzhoda. Osnovna šola Suswa, ki je ob vznožju gore, je še eno praktično izhodišče. Prav tako je veliko domačij Masajev, ki obkrožajo vznožje gore; priporočljivo je, da se predstavite glavi družine, če vaša pot tako prečka. Z izjemo Rauchove poti do vrha ni označenih poti. Vendar pa Masaai pasejo govedo na gorskih traviščih in se občasno odpravijo na pot. Do vrha lahko pridete peš po Rauchovi poti, ki se od severovzhoda začne približno kilometer in pol od vrha. Rauchova pot je označena z lesenim znakom, ki kaže na krater.
Obiščete lahko tudi mrežo jam iz lave na vzhodni strani gore in nekatere od teh jam naseljujejo pavijani.
BBC-jev dokumentarni film The Great Rift: Africa's Wild Heart prikazuje pavijane, ki vstopajo v eno od teh jam, da bi poiskali zavetje pred leopardom; ta podzemna komora v skalah je dobila vzdevek 'parlament pavijanov'.